# Любень-Куявски

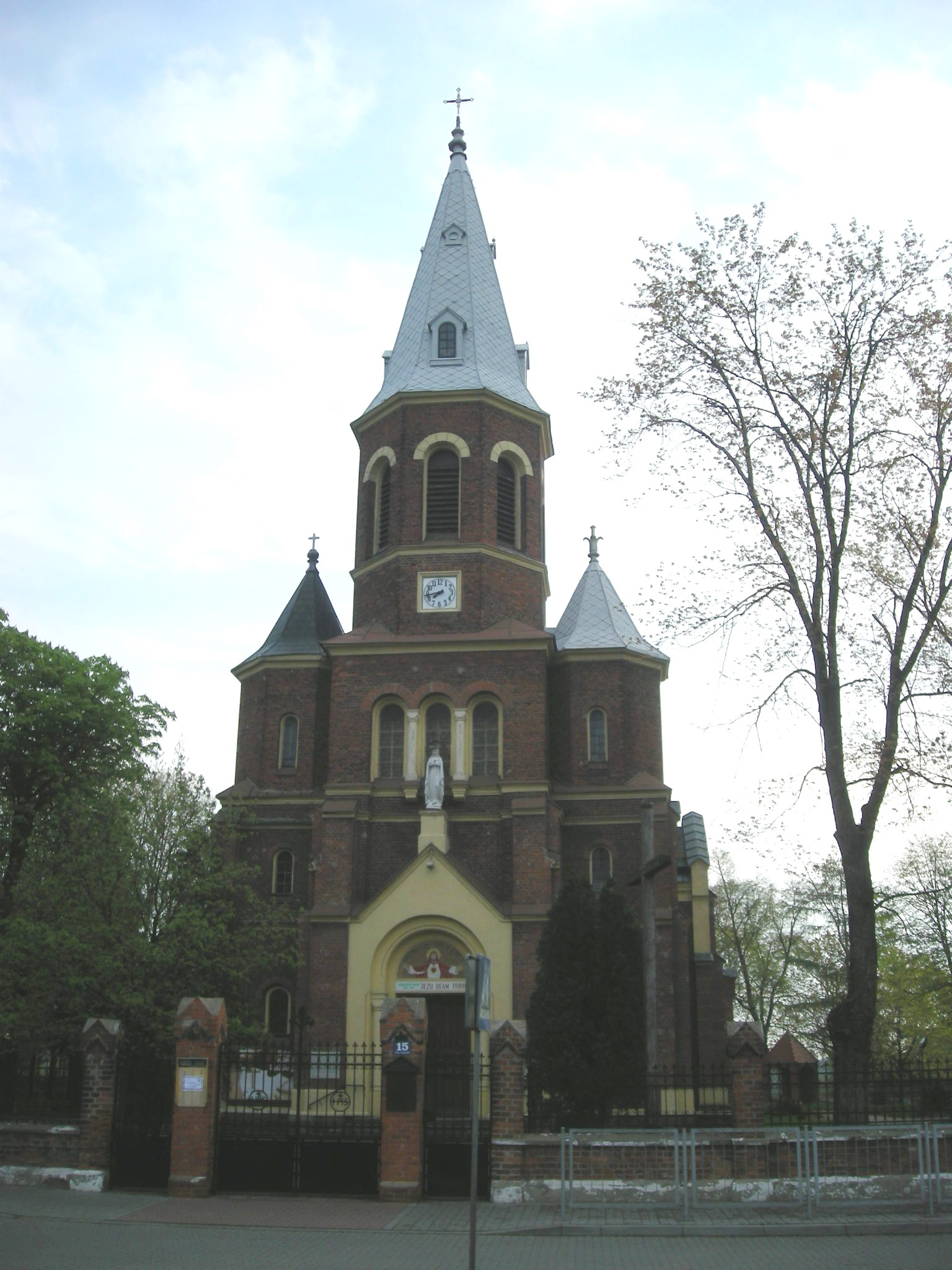
Любень-Куявский костëл

Любень-Куявски (пол. Lubień Kujawski) (ранее Либштадт нем. Liebstadt (1939–1943), Любенштадт нем. Lubenstadt (1943–1945)) — город в Польше, входит в Влоцлавский повят Куявско-Поморского воеводства. Имеет статус городско-сельской гмины.
Занимает площадь 2,22 км².
Население — 1401 человек (на 2014 год).